# John Bush
John Bush é um vocalista americano, atualmente membro da banda Armored Saint. Foi vocalista da banda de thrash metal Anthrax.

## Armored Saint (1982-1990)
Desde a sua formação em 1982, o Armored Saint lançou cinco álbuns de estúdio, um EP, um álbum ao vivo, uma coletânea Greatest Hits e dois DVDs, todos com John Bush nos vocais. No início dos anos 80, Bush foi convidado pelo Metallica para se juntar a eles como vocalista. Logo após o lançamento do album de estréia Kill 'Em All, o vocalista James Hetfield se sentia inseguro sobre sua própria habilidade nos vocais. Hetfield queria se concentrar em sua guitarra e pediu pessoalmente ao John Bush para se juntar ao Metallica. Bush era o único vocalista que a banda considerava como um líder em potencial. Ele recusou a oferta pois queria ficar com o Armored Saint. Bush afirma que parte de sua lealdade com o Armored Saint veio do fato da banda ser composta por seus amigos mais próximos da infância.
Em 1990, o guitarrista original Dave Prichard morreu de leucemia durante a gravação do álbum Symbol of Salvation. Jeff Duncan entrou na banda substituindo Prichard, a banda terminou a gravação do álbum, e saiu em turnê logo depois. Apesar de uma boa crítica ao álbum, A banda decidiu que não continuaria sem Prichard, e com isso terminaram suas atividades.

## Anthrax (1992-2005)
Certo dia, depois de voltar para casa, Bush recebeu uma ligação de Scott Ian, guitarrista do Anthrax, que ofereceu a Bush a chance de preencher o lugar deixado pelo cantor Joey Belladonna, que tinha sido demitido da banda. Bush aceitou e adicionou á banda um estilo de vocal muito pesado, diferente do que a banda costumava utilizar. Bush gravou os albuns: Sound of White Noise, Stomp 442 e Volume 8: The Threat is Real. Em 1999, durante um hiato do Anthrax, Bush se reuniu com o baixista do Armored Saint Joey Vera. Juntos, eles decidiram trazer de volta a formação do Symbol Of Salvation para uma reunião do Armored Saint.
Um novo albúm foi anunciado e lançado em 2000 e uma pequena turnê se seguiu. No ano seguinte, o Armored Saint lançou uma coleção de demos, faixas ao vivo e outras raridades no pacote de dois discos Nod To The Old School. Apesar de sua nova atividade, Bush não tinha deixado o Anthrax. Voltando à banda, Bush gravou os vocais para o aclamado pela crítica, We've Come for You All em 2003. A bem sucedida turnê  foi documentado no álbum/DVD ao vivo intitulado Music of Mass Destruction. Em 2004, Anthrax lançou The Greater of Two Evils, uma regravação de várias das canções mais populares da banda da era Belladonna com a formação então vigente.
Com a saída de Dan Nelson, Bush entrou em cena para cantar no Sonisphere Festival em 01 de agosto de 2009. Graças a esse desempenho ele foi chamado varias vezes para voltar. John Bush também se apresentou com o Anthrax no Loud Park '09 Festival no Japão em 17 de Outubro de 2009.

## (2005-presente)
No início de 2005, o Anthrax anunciou que a banda havia se reunido com a formação antiga, mas que que Bush não fora demitido, mas com retorno de Joey Belladonna e a construção de novo álbum, não ficou claro se Bush iria gravar com eles novamente. No entanto, a saída de Joey Belladonna do Anthrax em janeiro de 2007 alimentou relatos de que ele poderia voltar.
Perguntado se ele foi convidado para se juntar à banda uma vez que Belladonna havia deixado o grupo, Bush disse: "me pediram para voltar (com os membros do Anthrax) e isso simplesmente não era certo para mim. Eu não poderia voltar atrás e dizer: "Aqui estou eu ..." Seria como voltar com o rabo entre as pernas, e isso não é certo para mim. Eu simplesmente não podia fazer isso. Ele só não se sentia bem para fazer isso. Tratava-se de alma, o seu instinto".
Recentemente Bush é casado e tem dois filhos.

## Reunião temporária com o Anthrax
Em agosto de 2009, depois do Anthrax romper com seu vocalista substituto Dan Nelson, Bush voltou ao Anthrax para uma performance ao vivo em Knebworth, na Inglaterra. Bush também se juntou a eles para uma apresentação no Loud Park Festival em 17 de outubro de 2009, seguidos de cinco shows da turnê Soundwave na Austrália em Fevereiro de 2010.
Em 14 de dezembro de 2009, foi anunciado que o Big Four iria se apresentar na Polônia e República Checa, entre vários outros shows durante o Sonisphere Festival. Era esperado que Anthrax continuaria com Bush, mas os outros membros escolheram se reunir com Joey Belladonna, enquanto Bush não estava pronto para se comprometer ao tempo total do grupo.

## Discografia

### Armored Saint
- March of the Saint (1984)
- Delirious Nomad (1985)
- Raising Fear (1987)
- Symbol of Salvation (1991)
- Revelation (2000)
- Nod to the Old School (2001)
- La Raza (2010)

### Anthrax
- Sound of White Noise (1993)
- Stomp 442 (1995)
- Volume 8: The Threat is Real (1998)
- We've Come for You All (2003)
- The Greater of Two Evils (2004)